# مسجد الحاجة فاطمة
مسجد الحاجة فاطمة هو مسجد يقع على طول شارع شاطئ في منطقة كامبونج جلام ضمن منطقة تخطيط كالانغ في سنغافورة، وقد تم الانتهاء من بناء المسجد في عام 1846، ويمثل المسجد مزيج من العمارة الإسلامية والأوروبية والمحلية، تم تصميم المسجد من قبل المهندس المعماري الاستعماري جون تيرنبول طومسون، كان اسمه المسجد هو نفس الاسم الحالي .

## التاريخ
تم بناء مسجد الحاجة فاطمة في الفترة (1845 - 1846)، تم بناء المسجد على موقع بيت الحاجة فاطمة السابق في طريق جافا، في أواخر العام 1830 تم تدمير البيت مرتين، في المرة الثانية تم إحراقه بالنار، بيت الحاجة فاطمة الذي كان بعيدا عندما وقع الهجوم والحريق على المنطقة، ومنذ ذلك الحين فإن معظم المباني في شارع يافا وبصرف النظر عن مسجد تم تجريفها لإنشاء طريق حديثة، اليوم تعود ملكية المسجد إلى مجلس أوغما الإسلام في سنغافورة .

## العمارة
مسجد الحاجة فاطمة مُحاط بجدار عال، ويضم مجمع مسجد الحاجة فاطمة على قاعة الصلاة وضريح وسكن الإمام ومنطقة الوضوء والعديد من المرفقات وحديقة، ولعل السمة الأكثر غرابة هي المئذنة المميزة التي صممها مهندس معماري أوروبي مجهول، تميل المئذنة حوالي ست درجات قبالة المركز منحرفه من الشارع لمواجهة مكة المكرمة، وتحيط الشرفات بقاعة الصلاة من ثلاث جهات، وكانت القاعة قد تم إعادة تصميمها في عام 1930 من قبل المهندسين المعماريين تشونغ وونغ، وتصميم المبني تم من قِبل المقاولين الفرنسي بوسارد وموبين، خمس مآذن تشكل واجهة المبنى، أحدهم كبيرة ومركزية ويحيط بها المآذن الصغيرة أما المدخل، للمسجد قبة بصلية الشكل مع 12 نافذة منها الأصفر والأخضر وذات زجاج ملون .

## الصور

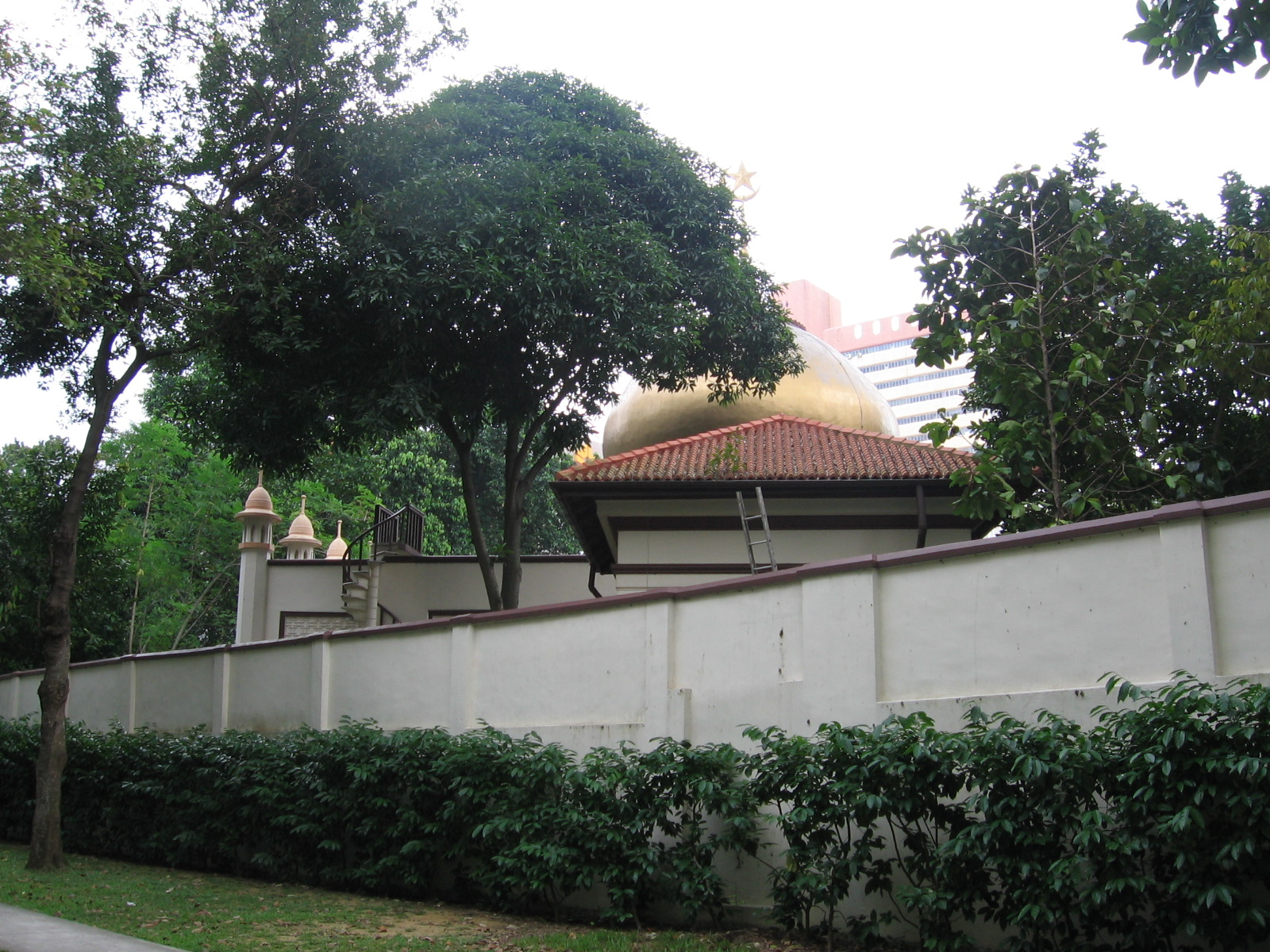
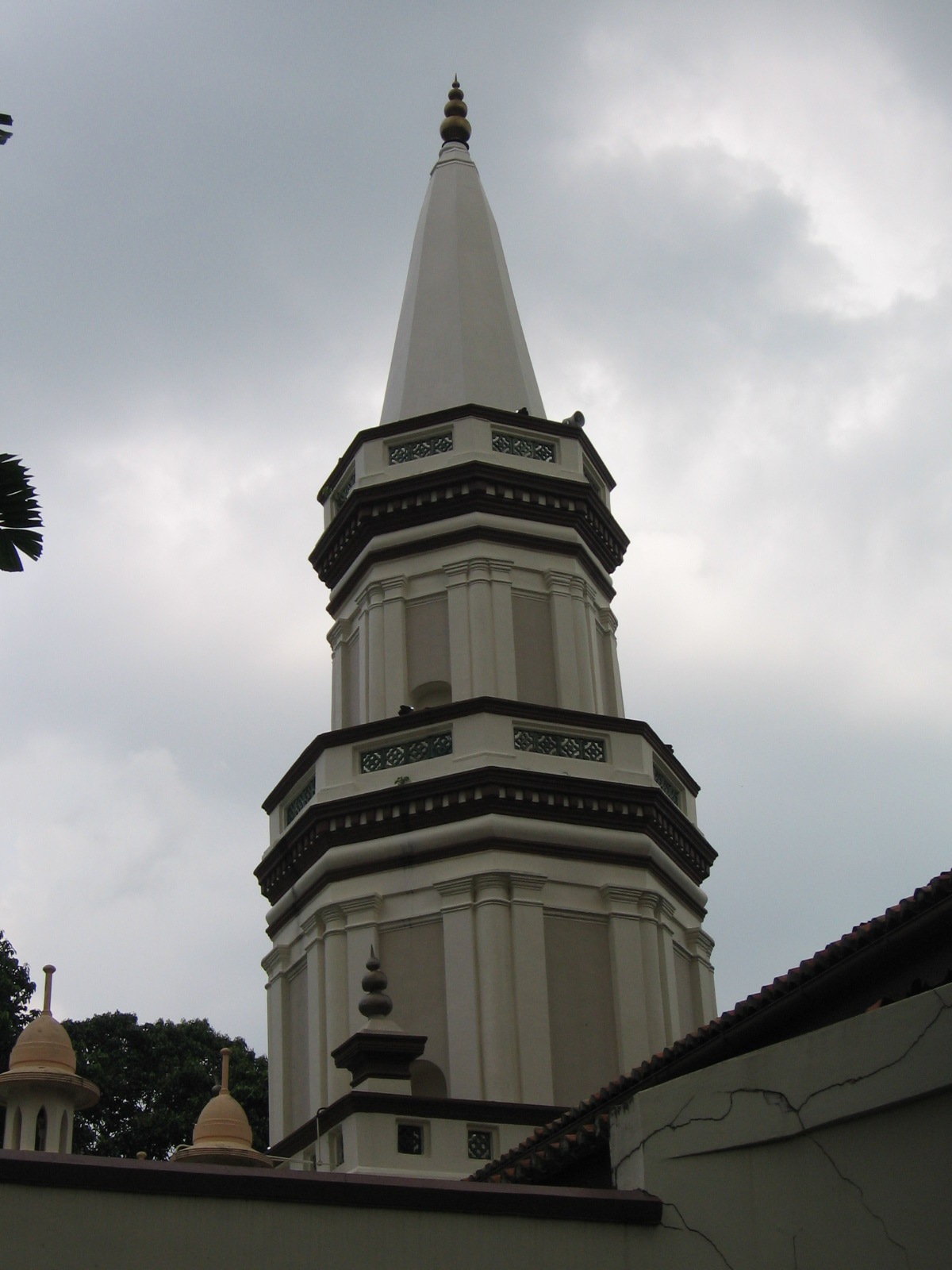
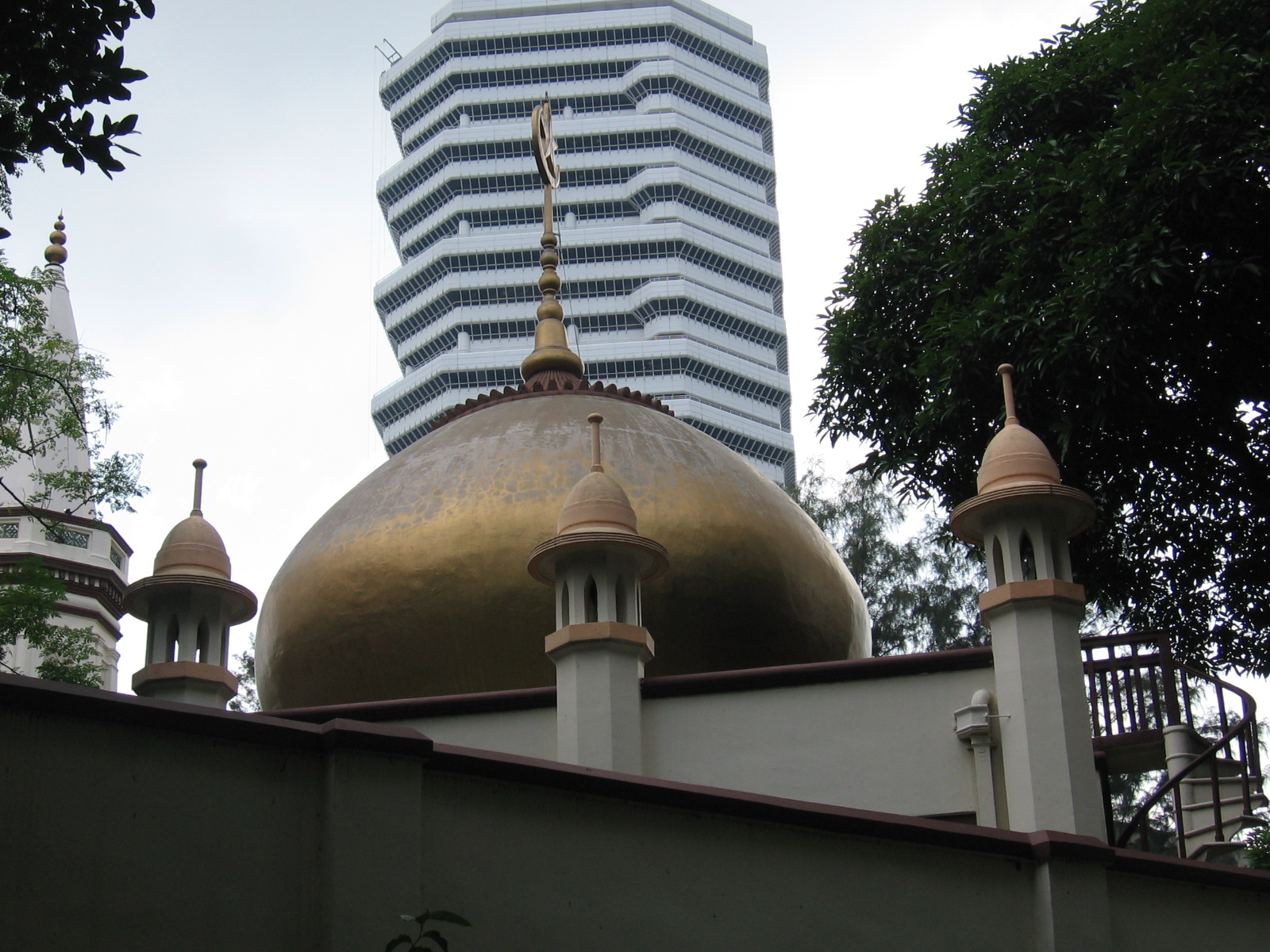
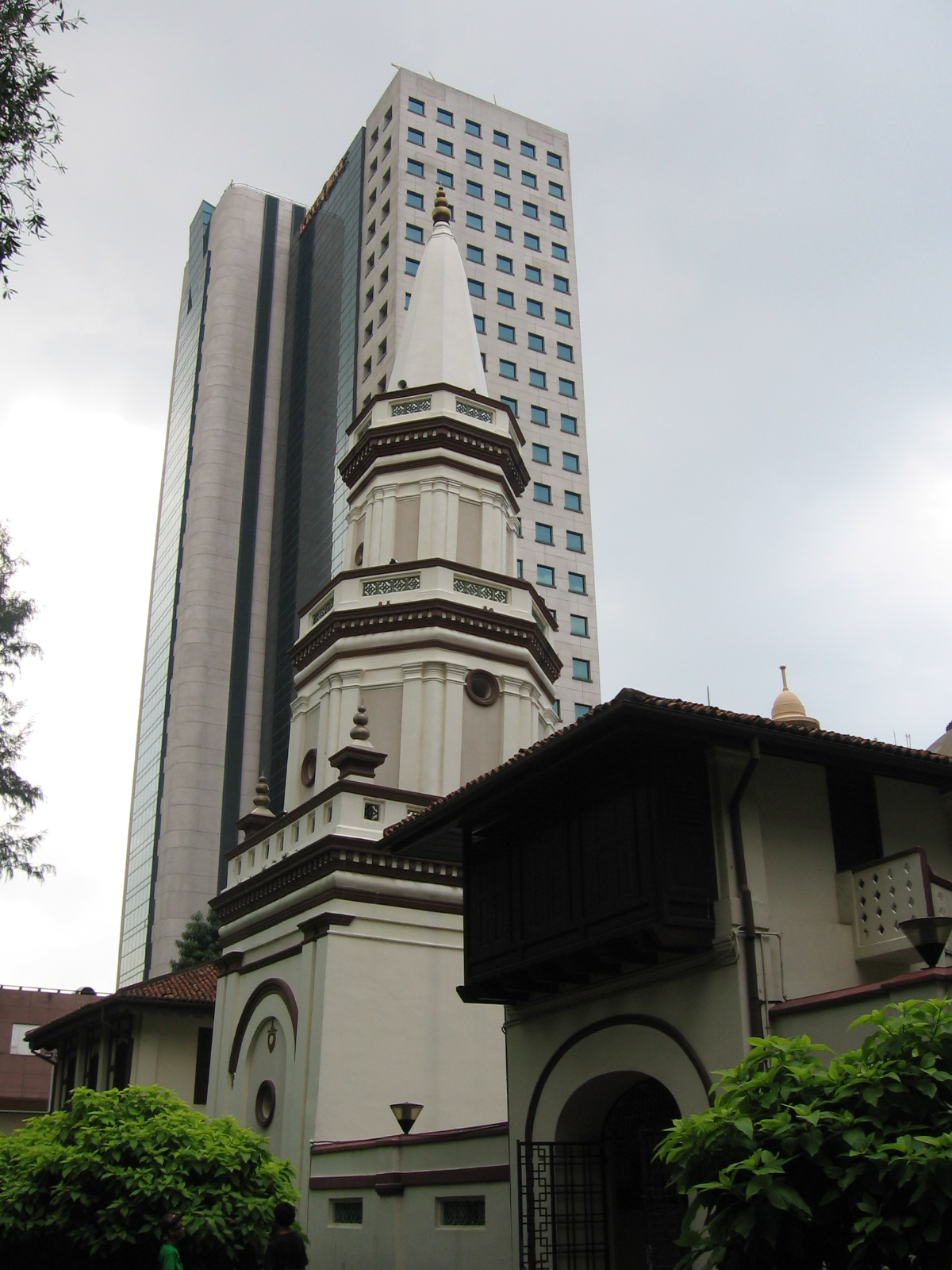
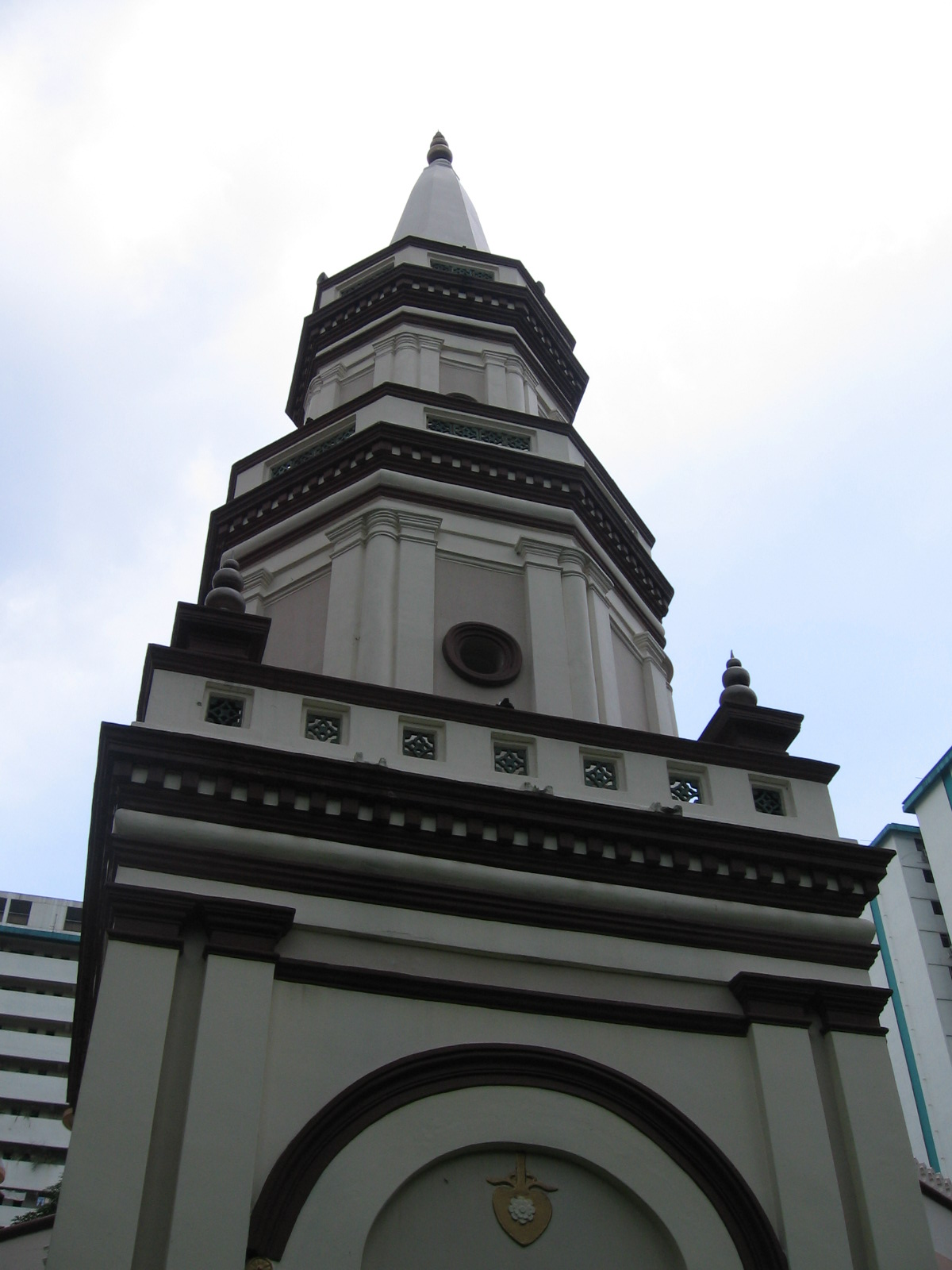